# Tepe
Tepe so naselje v Občini Litija. Prebivalci se ukvarjajo s kmetijstvom